# 아낌없이 주는 나무 (음악 그룹)
아낌없이 주는 나무는 대한민국의 음악 그룹이다. 그룹 배따라기의 이혜민이 기획한 보컬 그룹으로 1995년 1집 《유년시절의 기행》과 2집 《나만의 회상》 등으로 인기를 끌었던 그룹이다.
아낌없이 주는 나무를 대표하는 곡 〈유년 시절의 기행〉은 보컬인 최도원의 미성의 보이스와 성악의 크로스오버를 시도하여 가요계에 바람을 일으켰고, 정든 학창 시절을 떠나온 후 다시 그 완전한 세계를 바라보는 아련한 감정의 가사는 대중들의 마음을 사로잡기에 충분하였다.
이후 1집과 2집의 메인 보컬이었던 최도원은 솔로 앨범으로 활동하게 되고 새로이 구성된 멤버들로 3집 《내게 너무 이쁜 그녀》와 4집 《장미의 전설》을 발표하였다. 2005년에는 지상렬 and 아낌없이 주는 나무 베스트 앨범이 발매되었다.

## 구성원
- 박명원 (보컬, 리더)
- 최도원 (보컬)